# Ovzon
Ovzon är ett svenskt börsnoterat företag som säljer mobila bredbandstjänster över egen och hyrd satellitkapacitet i områden med dålig bredbandsinfrastruktur. Företaget grundades 2006 på Cypern som OverHorizon (Cyprus) Plc. Det var 2018–2021 noterat på Stockholmsbörsens First North Growth Market-lista och handlas sedan april 2021 på huvudlistan (medelstora företag).
Ovzon har avtal med Intelsat om kapacitet på satelliterna IS-39 och IS-37. Det ingick 2019 avtal med Arianespace om uppskjutning av en egen satellit, vilken avses tillverkas av amerikanska Maxar Technologies.